# Juan Ramírez de Arellano (pintor)

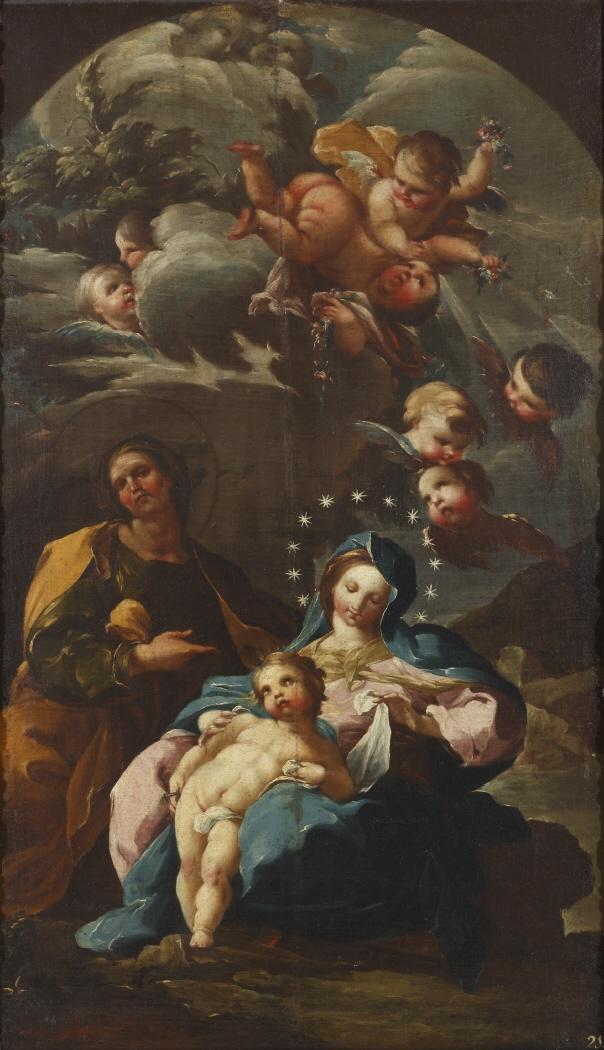
La Virgen con el Niño y santa Ana, óleo sobre lienzo, 104,5 x 62,5, Madrid, Museo Nacional del Romanticismo.

Juan Ramírez de Arellano (Zaragoza, c. 1725-1782) fue un pintor tardobarroco español, miembro de una familia de artistas aragoneses.

## Biografía
Hijo de Juan Ramírez Mejandre, escultor, y hermano del también escultor José Ramírez de Arellano, a quien ayudó en la policromía de algunas de sus obras para las iglesias zaragozanas, se formó primero con José Luzán y más adelante, trasladado a Madrid, con su paisano, el académico Pablo Pernicharo, dejándose influir también por Corrado Giaquinto. 
Entre las pocas obras que se conocen de su mano, cabe destacar la Virgen con el Niño y santa Ana (Museo Nacional del Romanticismo y boceto en el Museo del Prado) que, pese a estar firmado J. Ra z, se atribuyó en el pasado al joven Goya, y La elección de don Pelayo para rey de España (Museo de la Real Academia de Bellas Artes de San Fernando), tema obligado para concurrir al premio "de pensado" de la Real Academia de Bellas Artes de San Fernando del año 1753, por el que fue nombrado un año después académico supernumerario, aunque no llegó a entrar en el certamen por haber llegado su obra con algún retraso.